# Ngute
Ngute är ett vattendrag i Burundi.   Det ligger i provinsen Kayanza, i den nordvästra delen av landet, 60 km norr om huvudstaden Bujumbura.
Trakten runt Ngute består till största delen av jordbruksmark. Runt Ngute är det tätbefolkat, med 881 invånare per kvadratkilometer.